# Champagnat (Creuse)
Champagnat é uma comuna francesa na região administrativa da Nova Aquitânia, no departamento de Creuse. Estende-se por uma área de 28,82 km². Em 2010 a comuna tinha 479 habitantes (densidade: 16,6 hab./km²).